# Муртыгитский сельсовет
Муртыги́тский сельсове́т — упразднённое сельское поселение в Тындинском районе Амурской области.
Административный центр — посёлок Муртыгит.

## История
В 1984 году решением Амурского областного Совета от 29.08.1984 года железнодорожная станция Муртыгит была передана в состав Березитовского сельского Совета Тындинского района. В связи с резким сокращением численности населения в пос. Березитовый, центр Березитовского сельского Совета перенесен в пос. Муртыгит, а Березитовский сельский Совет переименован в Муртыгитский сельский Совет.

3 августа 2005 года в соответствии с Законом Амурской области № 32-ОЗ муниципальное образование наделено статусом сельского поселения.
Упразднено в январе 2021 года в связи с преобразованием муниципального района в муниципальный округ.

## Население
| 2002 | 2010 | 2011 | 2012 | 2013 | 2014 | 2015 |
| ---- | ---- | ---- | ---- | ---- | ---- | ---- |
| 442  | ↘385 | ↘383 | ↘368 | ↘358 | ↘357 | ↗359 |
| 2016 | 2017 | 2018 |      |      |      |      |
| ↘352 | ↘346 | ↘340 |      |      |      |      |

## Состав сельского поселения
| № | Населённый пункт | Тип населённого пункта          | Население |
| - | ---------------- | ------------------------------- | --------- |
| 1 | Муртыгит         | посёлок, административный центр | ↘340      |